# Drive (For Daddy Gene)
"Drive (For Daddy Gene)" é um canção composta e gravada pelo cantor norte-americano de música country Alan Jackson. Foi lançado em janeiro de 2002 como o segundo single do seu álbum, Drive e alcançou a primeira posição na parada norte-americana Hot Country Songs da Billboard, além de número 28 na Billboard Hot 100.

## Posições nas paradas musicais
"Drive (For Daddy Gene)" estreou no número 53 na parada norte-americana Hot Country Singles & Tracks da Billboard para a semana de lançamento, em 2 de fevereiro de 2002.
| Paradas (2002)                               | Melhor posição |
| -------------------------------------------- | -------------- |
| Estados Unidos (Billboard Hot Country Songs) | 1              |
| Estados Unidos (Billboard Hot 100)           | 28             |

### Paradas de fim de ano
| Paradas (2002)                             | Posição |
| ------------------------------------------ | ------- |
| Estados Unidos – Country Songs (Billboard) | 2       |